# Espalion
Espalion – miejscowość i gmina we Francji, w regionie Oksytania, w departamencie Aveyron. W 2013 roku jej populacja wynosiła 4501 mieszkańców. Przez teren gminy przepływa rzeka Lot. 

## Zabytki
Zabytki w miejscowości posiadające status monument historique:
- kaplica Perse (fr. Chapelle de Perse)
- zamek i kaplica Calmont-d'Olt (fr. Château et chapelle de Calmont-d'Olt)
- zamek w osadzie Masse (fr. Château de Masse)
- zabudowa osady Flaujac (fr. Enceinte de Flaujac)
- dawny kościół św. Jana chrzciciela, obecnie muzem Josepha Vayleta (fr. Ancienne église Saint-Jean-Baptiste)
- pałac sprawiedliwości (fr. Palais de justice)
- stary most (fr. Pont Vieux)